# Ocotea velutina
Ocotea velutina är en lagerväxtart som först beskrevs av Christian Gottfried Daniel Nees von Esenbeck, och fick sitt nu gällande namn av J.G. Rohwer. Ocotea velutina ingår i släktet Ocotea och familjen lagerväxter. Inga underarter finns listade i Catalogue of Life.